# George Thompson (abolitionniste)
Pour les articles homonymes, voir George Thompson et Thompson.
George Donisthorpe Thompson (Liverpool, 18 juin 1804 – Leeds, 7 octobre 1878) est un homme politique et orateur abolitionniste britannique qui milite pour la fin de l'esclavage à travers des tournées de conférences et en tant que membre du Parlement. Il est au Royaume-Uni et aux États-Unis l'un des plus importants abolitionnistes et conférencier en faveur des droits de l'homme.

## Militantisme en Angleterre
Son intérêt pour l'esclavage débute par une annonce de journal en 1831, appelant les hommes à se joindre à l'Anti-Slavery Society, basée à Londres. Thompson a peu de connaissance au sujet de l'esclavage mais a la réputation d'être un bon orateur. Il est embauché par la société pour essayer d'obtenir l'abolition immédiate de l'esclavage pour des raisons morales et religieuses (un concept appelé immediatism). Il est rapidement imprégné par les idées de la Société : « Respecter l'esclavage est un crime devant Dieu, et cette condition doit donc être immédiatement abolie. » En 1832, il voyage en Écosse, où il s'intéresse à l'abolition de l'esclavage aux États-Unis et ailleurs dans le monde. Il rencontre en Écosse William Lloyd Garrison qui est son collègue et ami pendant longtemps, ainsi que Nathaniel Paul, une abolitionniste afro-américaine. De 1836 à 1847 il est actif dans tous les débats importants contre l'esclavage en Grande-Bretagne, notamment à la World Anti-Slavery Convention à Londres le 12 juillet 1840. En 1847, il est élu député à la Chambre des communes britannique.
Thompson est également un partisan de la réforme des Indes orientales, du libre-échange, du chartisme, de la Nonresistance, et du pacifisme. Cependant, la majeure partie de son activité est contre l'esclavage. Privilégiant une émancipation rapide et décisive de tous les esclaves, il est insatisfait de la loi britannique de l'émancipation de 1833, car elle contraint les esclaves à travailler comme apprentis pendant six ans après leur « libération. » Il utilise son poste au Parlement de faire pression contre ces mesures.

## Militantisme aux États-Unis
George Thompson est un conférencier actif, et il souligne le rôle que l'Amérique joue dans la perpétuation de l'esclavage. Il voyage aux États-Unis en 1834, où il attire l'attention des personnes favorables à l'esclavage qui tentent de le capturer à la sortie d'une conférence. Il est forcé de retourner en Grande-Bretagne, par l'intermédiaire de la Tasmanie. Le journal Hobart Town Courier, le 8 juillet 1836, publie une lettre écrite par Thompson en novembre de l'année précédente, destinés à Patrick Letham de Glasgow. Dans sa lettre, Thompson affirme qu'il est arrivé "dans l'heure" au Nouveau-Brunswick, ayant « ...quitté les États-Unis pour échapper au couteau des assassins... » La note de l'éditeur ajoute que des tentatives de « le brûler et de l'assassiner » lui avaient été faites dans plusieurs villes des États-Unis.
Le retour de Thompson aux États-Unis en 1850 est provoquée par le Fugitive Slave Law, il est désormais très populaire parmi les partisans de l'abolitionnisme, dès lors que le mouvement a augmenté en taille et en influence que les années 1850.
En 1859, Thompson et son gendre, Frederick Chesson fondent la London Emancipation Society qui soutient fortement le côté de l'Union dans la guerre civile américaine.
Au cours de cette dernière visite en 1864 il s'allie avec William Wells Brown en préconisant la destruction de l'esclavage. Il rencontre également Abraham Lincoln, et tous les deux militèrent contre la Confédération à Fort Sumter en 1865.